# Nathalie Azoulai
Pour les articles homonymes, voir Azoulay.
Nathalie Azoulai, née le 9 septembre 1966 à Nanterre[réf. à confirmer], est une femme de lettres française, lauréate du prix Médicis en 2015 pour son roman Titus n'aimait pas Bérénice.

## Biographie

### Famille et formation
Nathalie Azoulai grandit au sein d’une famille exilée, originaire d'Égypte. Elle entre à l'école normale supérieure de Saint-Cloud/Fontenay-aux-Roses où elle obtient l'agrégation de lettres modernes (promotion 1985).

### Écriture
Elle enseigne quelque temps puis se tourne vers l’édition où elle occupera différents postes.
Tout en étant éditrice, en 2002, elle publie son premier texte, Mère agitée, aux éditions du Seuil. En 2004, elle publie C’est l’histoire d’une femme qui a un frère, un roman autobiographique sur les relations d’une sœur qui grandit à l'ombre d’un grand frère.
En 2009, elle publie Une ardeur insensée, l’histoire d’une pharmacienne qui se met à suivre des cours de théâtre et dont l’existence conventionnelle vacille peu à peu.
En 2010 sort la suite de Mère agitée, intitulée Les filles ont grandi, interlude autobiographique qui relate l’adolescence de ses filles.
En 2015 paraît Titus n'aimait pas Bérénice, un roman articulé autour de la figure de Jean Racine, de sa tragédie Bérénice et d’une réplique contemporaine à cette histoire. Une autre Bérénice qui, « en se reliant aux héroïnes raciniennes, se sent moins seule ». Ce roman, qui a reçu un accueil très favorable, est finaliste pour les prix Goncourt, Goncourt des lycéens, Femina et d’obtenir le « Goncourt/Le Choix de l'Orient » et le prix Médicis. Il a été traduit dans plusieurs langues.
En 2018, c'est Les Spectateurs, un roman à la trame complexe où politique, vie familiale et cinéma hollywoodien s’entrelacent sous les yeux d’un jeune adolescent qui cherche à comprendre l’exil de ses parents pour devenir un homme occidental.
Avec le roman La Fille parfaite, en janvier 2022, elle relate l'histoire d'une amitié tumultueuse et d'une confrontation entre le monde des littéraires et le monde des scientifiques.
En janvier 2024, dans Python, la narratrice, une femme de lettres sans formation scientifique, s'aventure à apprendre à coder, œuvre développée lors d'une résidence à la Villa Kujoyama.
En janvier 2025 paraît Toutes les vies de Théo, un roman d’amour qui retrace l’histoire de Théo et Léa sur fond de conflit israélo-palestinien. Le roman obtient le prix Transfuge[réf. nécessaire].

### Autres activités
Nathalie Azoulai écrit également pour la télévision, notamment avec le réalisateur Jean-Xavier de Lestrade  (Parcours meurtrier d'une mère ordinaire : l'affaire Courjault, diffusé sur Arte en 2009).[réf. nécessaire]
Elle écrit aussi pour la radio, le théâtre et la jeunesse, en tandem avec la créatrice Victoire de Castellane.[réf. nécessaire]

### Membre de jurys
Le 2 juin 2021, Nathalie Azoulai intègre le jury du prix Femina, avec deux autres écrivaines, lors du pourvoi de places laissées vacantes par les démissions de trois membres.
La même année, Serge Toubiana l'invite à rejoindre le jury littérature du fonds de dotation Vendredi soir pour récompenser des auteurs émergents en hommage à l’œuvre de la romancière Emmanuèle Bernheim : Marie de Quatrebarbes, Maud Ventura et Raphaël Meltz sont récompensés en novembre 2021. Le même jury attribue, le 18 novembre 2022, trois bourses aux écrivains Dune Delhomme, Victor Jestin, Polina Panassenko, qui reçoivent chacun la somme de 10 000 € pour soutenir l'écriture de leurs projets à venir.

### Décoration
- Chevalière de l'ordre des Arts et des Lettres (avril 2024)[14].

## Œuvres
- Mère agitée, éditions du Seuil, 2002  (ISBN 2020549824)
- C'est l'histoire d'une femme qui a un frère, éd. du Seuil, 2004  (ISBN 978-2020622035)
- Les Manifestations, éd. du Seuil, 2005  (ISBN 978-2020802178)[15]
- Une ardeur insensée, éditions Flammarion, 2009  (ISBN 978-2081217669)
- Les filles ont grandi, éd. Flammarion, 2010  (ISBN 978-2081240292)
- Mad Men, un art de vivre (essai), éditions La Martinière, 2011  (ISBN 978-2732446783)
- Titus n'aimait pas Bérénice, P.O.L, 2015  (ISBN 978-2-8180-3620-4) – prix Médicis 2015[16]
- J'aime pas mes cheveux !, Albin Michel jeunesse, 2017  (ISBN 9782226401120)
- Les Spectateurs, P.O.L, 2018  (ISBN 978-2-8180-4138-3)[17],[18],[19],[20],[21]
- En découdre, P.O.L, 2019  (ISBN 978-2-8180-4873-3)
- Clic-clac, P.O.L, 2019  (ISBN 978-2-8180-4821-4)
- Juvenia, Stock, 2020  (ISBN 978-2-2340-8951-8)
- Mrs Dalloway, nouvelle traduction, P.O.L, 2021
- Ozu et nous, Arléa, 2021 co-écrit avec Serge Toubiana
- La Fille parfaite, P.O.L, 2022[9]
- Python, P.O.L, 2024  (ISBN 9782818058664)
- Toutes les vies de Théo, P.O.L, 2025  (ISBN 978-2-8180-6288-3)